# Price-earnings to Growth
Le ratio price-earnings to growth (PEG) a été popularisé par l’investisseur américain Peter Lynch, qui, dans son livre One up on Wall Street, publié en 2000, affirme que « le PER de toute entreprise évaluée au juste prix sera égal à son taux de croissance ». 

## Explication
Le PEG est surtout utilisé pour départager les entreprises à forte croissance. Son principal intérêt est de pondérer le PER par la croissance des bénéfices. Il est obtenu en divisant le PER par le taux de croissance des bénéfices anticipé sur plusieurs exercices. 
De façon générale, les investisseurs estiment que si le PEG dépasse 1, l'action est (théoriquement) surcotée. Si le PEG est égal à 1, la société est correctement valorisée.
Si le PEG est inférieur à 1, la valeur est (théoriquement) sous-évaluée, ce qui laisse anticiper une croissance des profits, puisque le taux de croissance attendu des bénéfices est supérieur au PER. C’est évidemment cette dernière famille de titres qui est la plus recherchée par les investisseurs.
Calcul du PEG
Le calcul est du PEG s’effectue en appliquant le ratio suivant : (Cours de l'action ÷ Bénéfice par action) ÷ Taux de croissance annuel du bénéfice par action = PEG